# Борисоглеб
Борисоглеб е село във Владимирска област в Русия на 18 km североизточно от град Муром. Разположено на десния бряг на река Ушна, приток на Ока.

## История
Селото се формира около манастира Св. св. Борис и Глеб, основан около XII в. на мястото на съществувал преди това параклис към княжеския дворец на Глеб, сина на киевския княз Владимир I от българската му съпруга. Самото село носи името на Глеб и неговия по-голям брат Борис, първите светци канонизирани от Руската православна църква.
От XVII в. селото е собственост на рода Борисови. Това е един от най-старите дворянски (благороднически) родове в Русия. Родоначалникът на фамилията Василий Матвеев (Иватин) служи през втората половина на XV в. на княз Иван III, за което е награден с много земи в района на Муром.

## Население
| 1897 | 1926 | 2010 г. |
| ---- | ---- | ------- |
| 1017 | 1782 | 659     |